# Canal de los Faraones
El canal de los faraones (también llamado el Canal de Necao, Antiguo Canal de Suez o Río de Trajano) fue una vía de transporte marítima de la antigüedad que los antiguos egipcios utilizaron para unir el mar Mediterráneo con el Rojo; por tanto, este canal fue el predecesor del moderno canal de Suez dadas su funcionalidad y utilidad que eran idénticas al permitir la comunicación directa entre los dos mares. Consecuentemente, el canal era considerado como la segunda vía de comunicación más importante del Antiguo Egipto después del mismo río Nilo.
Las evidencias más antiguas que se tienen indican que el canal pudo haber sido construido entre los años 1878 a. C. y 1839 a. C. por el faraón en turno. Desde la antigüedad se tuvieron dos líneas marítimas, una hacia Biblos y otra al país de Punt, y ambas podían unirse: los barcos llegados del Mediterráneo subían por el brazo Tanítico hasta Bubastis y se desviaban hacia el oeste por el uadi Tumilat, que era navegable en épocas de grandes crecidas por naves de poco calado, hasta la ciudad de Pi-Atum. Desde allí un canal permitía alcanzar los Lagos Amargos, desde donde la vía seguía en dirección sur hasta alcanzar el golfo de Suez.
El canal cayó en desuso después de haber sido destruido deliberadamente en el año 767 d. C. durante el período de dominio musulmán; poco más de un milenio después surgió un reemplazo cuando el Canal de Suez fue terminado por una compañía francesa bajo el mando de Ferdinand de Lesseps, siendo este un canal una función idéntica al del Canal de los Faraones.

## Historia
Las primeras referencias a un canal entre el Nilo y el mar Rojo están datadas al final del Imperio Antiguo, y de ellas se desprende que no era navegable, ya que se desmontaban los barcos traídos de Biblos para llevarlos a los Lagos Amargos y volver a montarlos allí. Desde los lagos al mar la ruta seguía el curso natural del agua. El canal fue trazado sobre los ya existentes 'uadis', que es el nombre árabe para cauces secos de ríos y pequeños valles que transportan agua solo durante las temporadas de lluvias; el Canal de los Faraones hacía uso de estos uadis que componían gran parte de su trayecto.
Se cree que el Canal de los Faraones fue construido (al menos parcialmente) entre el año 1878 a. C. y 1839 a. C. por el faraón Sesostris III quien se especula trató de construir un pasaje uniendo al río Nilo con el mar Rojo pero que fracasó dadas las diferencias de altura entre los mares Rojo y Meditérraneo, tal como es atestiguado por escritores de la antigüedad como Estrabón, Plinio el Viejo y Aristóteles; este último menciona en su obra Meteorológicos el siguiente pasaje: 

"Uno de sus reyes trato de construir un canal hacia él (ya que no habría tenido ventaja para ellos que la región entera se violviése navegable, se dice que Sesostris fue el primero de los reyes antiguos en intentarlo), pero encontró que el mar se encontraba a una mayor altura que la tierra. Así que primero (como con Darío más adelante) dejó de construir el canal puesto que de otro modo el agua marina habría invadido al Nilo y arruinado su agua dulce"

En el Imperio Medio la parte sur de esta ruta estaba bloqueada y se usaba el uadi Hammamat, hasta que durante la dinastía XII se restauró el canal de Tumilat, que se usó como vía comercial durante los reinados de Hatshepsut y Tutmosis III.
Las fortificaciones del Camino de Horus entre los lagos y el Delta protegían el canal desde tiempos del faraón Senusert, y las ciudades de Ramsés, Pi-Ramsés y Pi-Atum, tenían la misma finalidad. A pesar de su valor estratégico y económico, el canal fue abandonado en muchas ocasiones, quedando sepultado bajo la arena después de los ramésidas hasta la llegada de los persas.

### Canal de Ramsés
En el año 1250 a. C. el faraón Ramsés II decidió ampliar el canal de modo que los barcos mercantes alcanzasen fácilmente el Nilo, y por tanto su capital, Pi-Ramsés. Para ello hizo un canal de cerca de cien kilómetros por el Uadi Tumilat, llevando gran cantidad de obreros, que hasta entonces trabajaban en otras obras de Nubia o el Delta, y contratando cuadrillas de extranjeros.
La vía de agua conducía desde Bubastis en el brazo Pelusiaco, hacia la ciudad almacén de Pi-Atum, y desembocaba veinte kilómetros al este de la ciudad, emplazada cerca del lago Timsah. Ahí Ramsés II interrumpió los trabajos, parece ser que por un error en las mediciones que dieron como resultado una diferencia de altitud insuperable entre el mar Mediterráneo y el Rojo. Esas mismas mediciones erróneas impidieron que ya en el año 1799 se descarte la construcción del canal de Suez planificada por Napoleón Bonaparte.

### Canal de Necao
Unos 650 años después, el faraón Necao II prosiguió con la construcción, uniendo el lago Timsah con los lagos Amargos. No continuó hasta el mar porque un oráculo le advirtió que el canal serviría como punto de acceso para una invasión. Heródoto informó de que 120.000 hombres perdieron la vida en este proyecto.

### Darío I
Fue el rey persa quien terminó la construcción cien años después, hacia el 500 a. C. Limpió el canal, y lo amplió hasta Suez. El resultado fue una vía de unos 45 m de anchura, lo que permitía que dos naves pudieran cruzarse sin problemas, con un camino de sirga para remolcarlas con cuerdas desde tierra. Mandó erigir tres estelas de granito rojo (con inscripciones en egipcio, arameo, persa antiguo, elamita y babilonio) en Pi-Atum, Kabret y Suez. Los primeros barcos que lo recorrieron fueron veinticuatro trirremes persas que lo hicieron en presencia de Darío, sacando de Egipto el botín de guerra: Yo, gran rey de Persia he tomado Egipto. La reapertura del canal convirtió Egipto en uno de los centros de la economía persa en sustitución de Mesopotamia, ya que la ruta marítima unía el Indo, Persia, Arabia, el mar Rojo, y los puertos de Fenicia y Jonia: esta vía sustituyó a las caravanas que llegaban de Oriente a Babilonia.

### Época post-faraónica
Tras el fin del período persa, el canal seguiría siendo objeto de intenso uso tanto por los griegos como por los romanos que dominaron Egipto.
En el año 334 a. C. fue que Alejandro Magno comenzó con su conquista del Imperio Aqueménida lo cual concluyó exitosamente en el año 323 a. C. y tras esto Egipto pasó a ser gobernado por uno de los generales de Alejandro, cuyó nombre era Ptolomeo I Sóter quien se instaló como faraón y fundó la dinastía ptolemaica; su hijo, Ptolomeo II, reiniciaría las obras de construcción del canal pero la diferencia de alturas de nuevo interrumpió las obras. Sin embargo, los ingenieros de Ptolomeo II encontraron la manera de superar este problema por primera vez desarrollando esclusas en el año 273 o 274 a. C. (no se conoce con certeza el año).
Después de la muerte de Cleopatra se dio el fin de la dinastía ptolemaica y del Egipto independiente y el Imperio Romano se anexó Egipto, transformándolo en una provincia y continuarían utilizando y dando mantenimiento al canal.
Diodoro escribió en el siglo I a. C. que el canal seguía operativo, pero tras la conquista romana volvió a quedar cegado hasta que Trajano, dentro de su política de mejora de las vías públicas, dio la orden de limpiarlo y de ampliarlo, momento en que recibió el nombre de Río de Trajano, Canal de Trajano o Augustus amnis, por lo que la zona recibió el nombre de Augustamnica.
El mantenimiento no fue constante y a finales del siglo III estaba cegado de nuevo.
Tras la conquista árabe, el canal se limpió en el año 641 por orden del Califa Omar, y estuvo en funcionamiento hasta que Al-Mansur ordenó su cierre por motivos militares: uno de los mismos motivos que tuvo Necao para no completarlo. En esta ocasión, las ciudades de Meca y Medina en la península árabe se encontraban en rebelión y el canal fue bloqueado para evitar que toda la península árabe pudiera comerciar con Egipto y el Meditérraneo, con el propósito de bloquear a los rebeldes; pero el canal no fue reabierto nunca después de que la rebelión fuese aplastada.
Sokollu Mehmet Bajá, político y militar otomano y gran visir de 1565 a 1579, consideró la idea de reabrir el canal para permitir el tránsito del Meditérraneo al océano Índico a través de territorio otomano y así destruir el monopolio comercial del imperio portugués: en ese entonces, la única manera de cruzar desde Europa al Índico habría sido rodeando África, los portuguéses habían descubierto este método y poseían la mayor parte de las colonias y puertos en África y por tanto eran los mayores importadores de productos asiáticos y los mayores exportadores de productos europeos en Asia. Sin embargo, la idea fue abandonada dado que resultó muy cara y la marina otomana históricamente siempre fue más débil que las europeas por lo que no hubieran sido capaces de defender el canal que sin duda sería atacado por portugueses buscando proteger su monopolio o por otra potencia europea buscando controlar esa nueva ruta.
En 1798, Napoleón Bonaparte lidero una invasión de Egipto con el propósito de conquistar esta provincia del Imperio Otomano y así bloquear las líneas de comunicación entre la India Británica y el Reino Unido (que consideraba a la India como su posesión más redituable y preciada). Un enorme número de científicos viajaron con el ejército francés como agregados y observadores para llevar a cabo estudios detallados de Egipto; se realizaron importantes descubrimientos y dieron pie a la fundación del campo de la egiptología, un importante ejemplo sería la Piedra de Rosetta que permitió descifrar los jeroglíficos egipcios por primera vez. 
Un miembro del cuerpo científico fue el ingeniero Jacques-Marie Le Père, quien descubrió los restos del Canal de los Faraones. Napoleón consideró brevemente la idea de reconstruirlo pero decidió que tendría un costo prohibitivo y requeriría mucho tiempo para su fuerza expedicionaria, la cual se encontraba esencialmente atrapada en Egipto puesto que la marina británica estaba en control total del Meditérraneo; Napoleón decidió concentrarse en su conquista militar de Egipto.

## Obras citadas
- Petrie, William Matthew Flinders (1898). A History of Egypt [Una historia de Egipto] (en inglés). III (From the XIXth to the XXXth Dynasties). Londres, Reino Unido: Methuen & Company. LCCN 04017681. OCLC 1524193 – via Archive.org.
- Briant, Pierre (2002) [1996]. From Cyrus to Alexander: A history of the Persian Empire (Peter T. Daniels, trad.) [Desde Ciro hasta Alejandro: Una historia del Imperio Persa] (en inglés) (2da edición). Winona Lake, Estados Unidos: Eisenbraun's/Penn State University Press. JSTOR 10.5325/j.ctv1bxgwdk. LCCN 2001055736. OCLC 476330298. doi:10.5325/j.ctv1bxgwdk – via Blog personal (plataforma Typepad)
•Versión digitalizada disponible a través de Google Books:https://books.google.com/books?id=lxQ9W6F1oSYC&printsec=frontcover
- Mommsen, Christian Matthias Theodor (2011) [1945].  Soler, Martí, ed. El mundo de los Césares (Wenceslao Roces, trad.). Prólogo por Wenceslao Roces (10ma edición). Ciudad de México, México: Fondo de Cultura Económica. ISBN 9789681677244. OCLC 1055632396 – via Google Books.

## Lectura complementaria
- Dollinger, André. «Canals». Pharaonic Egypt (en inglés). Archivado desde el original el 7 de abril de 2009. Consultado el 07, 06, 2008.
- Ministerio de Educación Nacional de Colombia (1936). Revista de las Indias, pág. 241. Ministerio de Educación.

- Datos: Q959073
- Multimedia: Canal of the Pharaohs / Q959073